# Campionato italiano indoor maschile di pallanuoto 1959
Il campionato italiano indoor 1959 è stata la 5ª edizione del campionato italiano indoor maschile di pallanuoto. Il torneo fu disputato da dieci squadre, raggruppate inizialmente in due gironi. Le prime due classificate di ogni girone si affrontarono in un girone finale disputato a Roma il 16 e il 17 maggio 1959.

## Finali

### Classifica
|  |    | Finali 1959 | Pt | G | V | N | P | GF | GS | DR |
|  | -- | ----------- | -- | - | - | - | - | -- | -- | -- |
|  | 1. | Lazio       | 5  | 3 | 2 | 1 | 0 | 17 | 13 | +4 |
|  | 2. | Fiamme Oro  | 4  | 3 | 2 | 0 | 1 | 12 | 13 | -1 |
|  | 3. | Pro Recco   | 2  | 3 | 0 | 2 | 1 | 12 | 13 | -1 |
|  | 4. | Camogli     | 1  | 3 | 0 | 1 | 2 | 7  | 9  | -2 |

## Verdetti
- Lazio Campione indoor d'Italia 1959